# Савлук Павло Валентинович
Павло́ Валенти́нович Савлу́к (29 січня 1991, с. Плетений Ташлик, Маловисківський район, Кіровоградська область, Українська РСР — 9 травня 2017, м. Дніпро, Дніпропетровська область, Україна) — український військовик, матрос Військово-морських сил ЗС України, розвідник морської піхоти, учасник російсько-української війни. Позивний «Фізрук».

## Біографія
Народився 1991 року в селі Плетений Ташлик на Кіровоградщині. 2006 року закінчив Оситнянську загальноосвітню школу I—II ступенів Новомиргородського району. 2011 року — Кіровоградський навчальний центр № 6 за професією «столяр-будівельник». Займався тайським боксом. Мешкав у селі Верхньоінгульське Бобринецького району.
Під час російської збройної агресії проти України 30 червня 2016 року Бобринецьким районним військкоматом був призваний на військову службу за контрактом. Пройшов навчання у 169-му навчальному центрі «Десна».
Матрос, розвідник-номер обслуги 2-го розвідувального відділення 3-го розвідувального взводу розвідувальної роти 36-ї окремої бригади морської піхоти ВМС ЗС України, в/ч А2802, м. Миколаїв. Виконував завдання на території проведення антитерористичної операції на Маріупольському напрямку. Планував пов'язати своє майбутнє з армією, вступити до військового навчального закладу.
30 квітня 2017 року, під час виконання бойового завдання поблизу с. Водяне у Приазов'ї, на спостережному посту зазнав кульового наскрізного поранення скронево-потиличної ділянки голови від кулі снайпера, 9 днів перебував у комі, 9 травня о 1:30 помер в Обласній клінічній лікарні імені Мечникова у Дніпрі.
Похований 11 травня на кладовищі села Верхньоінгульське.
Залишилися мати і брат.

## Нагороди та вшанування
- Указом Президента України № 161/2017 від 13 червня 2017 року, «за особисту мужність, виявлену у захисті державного суверенітету та територіальної цілісності України, самовіддане виконання військового обов'язку», нагороджений орденом «За мужність» III ступеня (посмертно)[2].
- Нагороджений відзнакою Кіровоградської області нагрудним знаком «За мужність і відвагу» (посмертно).
- 1 серпня 2017 року нагороджений Вищим знаком народної пошани орденом «За мужність і відвагу» (посмертно, ВО «Країна»)[3][4].